# Орлова, Евдокия Николаевна

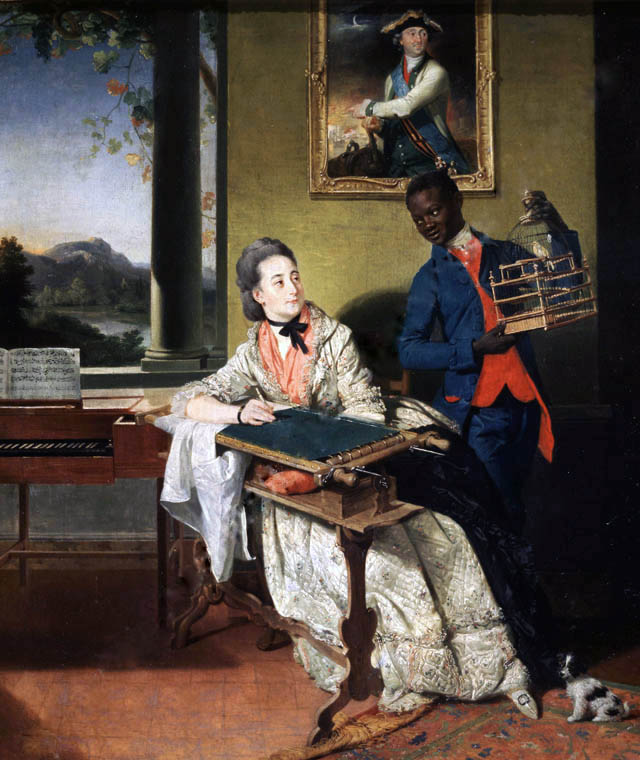
Портрет Евдокии Орловой. По другой версии, изображает фаворитку её мужа.

Графиня Евдокия Николаевна Орлова-Чесменская (урождённая Лопухина; 17 декабря 1761 — 21 августа 1786) — супруга графа Алексея Григорьевича Орлова-Чесменского, мать камер-фрейлины Анны Алексеевны Орловой.

## Биография
Дочь Николая Александровича Лопухина (1698—1768), одного из внуков боярина Петра Лапки, который приходился дядей царице Евдокии Фёдоровне. Сестра генерал-майора Дмитрия Лопухина. По матери Анне Алексеевне (1733—1793) — племянница известных братьев Жеребцовых, внучка генерал-аншефа А. Г. Жеребцова. Овдовев, её мать вышла замуж за Якова Лукича Хитрово, президента Вотчинной коллегии.
Евдокии шёл всего 21-й год, когда её тетка, Екатерина Алексеевна (1748—1810), жена тайного советника Петра Григорьевича Демидова, сосватала её за 48-летнего графа Орлова-Чесменского, с которым Демидову связывали давние (и как утверждали злые языки, чересчур близкие) узы. Когда Орлов в 1770-х годах, во время Архипелагской экспедиции, проводил зиму в Италии, Демидова жила в Пизе, и там все её считали близкой особой к графу.
Екатерина II изъявила согласие на этот брак и прислала пожелания «всякого счастья и благополучия». Свадьба состоялась 6 (17) мая 1782 года в имении Остров Московской губернии. Почти вся Москва была свидетельницей торжества, продолжавшегося несколько дней.
2 (13) мая 1785 года у Евдокии Орловой родилась дочь Анна (будущая почитательница Фотия и щедрая благотворительница), и по этому поводу Екатерина II писала:
…Я свиделась в Москве с героем Чесмы, славным графом Орловым. Он ухаживал за своей молодой женой, лежавшей в родах первым ребенком; к несчастью, у него родилась дочь: я не считаю его особенно способным воспитывать девочек и поэтому желала ему сына, которому он мог бы служит примером.
Желание императрицы исполнилось, но вместе с тем прервалась и кратковременная семейная жизнь А. Г. Орлова: 21 августа 1786 года 24-летняя графиня родила сына Ивана и в тот же день скончалась. Отпевание Евдокии прошло в церкви Положения Ризы Господней неподалёку от имения Орловых на Донском поле. Погребена она была в родовой усыпальнице Лопухиных в Спасо-Андрониковом монастыре.
Сын, которого Екатерина II тотчас пожаловала «в капитаны Преображенские», за что А. Г. Орлов 5 июня 1787 года, приехав в село Коломенское, около Москвы, «кланялся в ноги», прожил два года и умер 8 октября 1788 года; погребен он рядом с матерью. После этого герой Чесмы перенес всю свои заботы, всю свою привязанность на дочь свою «Нинушку», посвятив себя всецело её воспитанию.
По воспоминанием современников, молодая графиня Евдокия Орлова была тихой и скромной женщиной; при красивой и приятной наружности, она отличалась добротой и набожностью, не любила нарядов и никогда не надевала драгоценных украшений.